# Idioma paya
El paya o pesh es un idioma directamente relacionado con la familia de lenguas chibcha, hablado por los indígenas pech, en el nororiente de Honduras.

## Distribución
La mayoría de los hablantes paya se encuentran en el departamento de Olancho: en las comunidades de Vallecito, Pueblo Nuevo Subirana, Agua Zarca, Caluco, Pisijiere, Jocomico y Culme, del municipio de Dulce Nombre de Culmí; y en la comunidad de Santa María del Carbón en San Esteban. 
También viven hablantes en el municipio de Brus Laguna, departamento de Gracias a Dios, en la comunidad de Las Marias o Baltituk. Sobrevive la pequeña comunidad Silin, en Trujillo, departamento de Colón.

## Consideraciones lingüísticas

### Fonología
El paya es una lengua tonal con 16 consonantes y 5 vocales.

#### Vocales
El paya posee cinco fonemas vocálicos:
|              | Anteriores | Centrales | Posteriores |
| ------------ | ---------- | --------- | ----------- |
| Cerradas     | i          |           | u           |
| Semicerradas | e          |           | o           |
| Abierta      |            | a         |             |

Todos los fonemas vocálicos pueden aparecer acompañados tanto por el fonema suprasegmental de cantidad /ː/, como del fonema suprasegmental de nasalidad /~/.

#### Consonantes
El sistema consonántico tradicional del paya comprende dieciséis fonemas.

### Grafía
El alfabeto práctico de la lengua paya consta de los siguientes signos: a, â, ã, b, ch, e, ê, ẽ, h, i, î, ĩ, k, l, m, n, ñ, o, ô, õ, p, r, rr, s, sh, t, u, û, ũ, v, w, y.

### Gramática
El orden de la oración es Sujeto-Objeto-Verbo. Es un lenguaje sintético que se utiliza principalmente sufijos, prefijos, y además apofonía vocálica y reduplicación.